# Podział administracyjny Tunezji

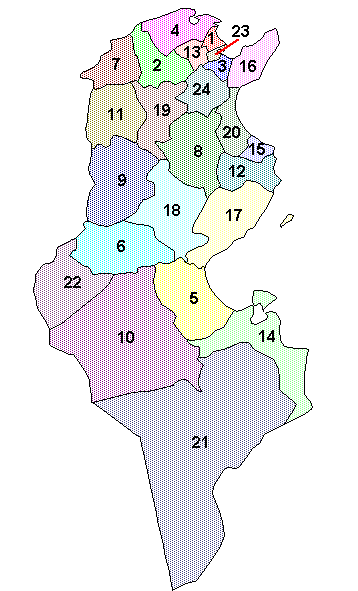
Gubernatorstwa Tunezji

Tunezja jest podzielona na 24 gubernatorstwa zwane wilajetami. Gubernatorstwa dzielą się dalej na łącznie 262 dystrykty, a one z kolei na gminy.
- Lista gubernatorstw:

1. Al-Kaf
2. Al-Kasrajn
3. Al-Mahdija
4. Arjana
5. Badża
6. Bin Arus
7. Bizerta
8. Kabis
9. Kafsa
10. Dżunduba
11. Kairuan
12. Kibili
13. Manuba
14. Madanin
15. Monastyr
16. Nabul
17. Safakis
18. Sidi Bu Zajd
19. Siljana
20. Susa
21. Tatawin
22. Tauzar
23. Tunis
24. Zaghwan